# Subkarpaty Południowe
Subkarpaty Południowe (532; t. Subkarpaty Getyckie) – region fizycznogeograficzny w Karpatach Południowych w południowej Rumunii (Wołoszczyzna). Zachodnie przedłużenie analogicznego pasma Subkarpat Wschodnich w Zewnętrznych Karpatach Wschodnich. 
Subkarpaty Południowe stanowią pas gór niskich o charakterze przejściowym między właściwym łukiem Karpat a zapadliskiem zewnątrzkarpackim. Wysokość tego terenu wynosi 300–600 m n.p.m. z pojedynczymi kulminacjami sięgającymi powyżej 1000 m n.p.m. Subkarpaty Południowe są zbudowane z osadów neogeńskich typu molasy, które powstały przy wypiętrzaniu Karpat południowych, a następnie uległy lekkiemu sfałdowaniu, wypiętrzeniu i rozcięciu erozyjnemu. 
Subkarpaty Południowe dzieli się na: 
- 532.1 Subkarpaty Ardżeszu – część wschodnia między dolinami Dymbowicy i Topologu (lewego dopływu Aluty)
- 532.2 Subkarpaty Aluty – część centralna między dolinami Topologu i Bistrițy Vâlcii (prawego dopływu Aluty)
- 532.3 Subkarpaty Olteńskie – na zachód od doliny Bistrițy Vâlcii do końca łańcucha karpackiego